# 马安那莫单抗
马安那莫单抗（INN：anatumomab mafenatox；开发代号：ABR-214936）是一种小鼠单克隆抗体，研究用于治疗非小细胞肺癌。它充当肿瘤靶向的超抗原。
它是一种人类肿瘤相关5T4抗原单克隆IgG1 Fab片段与金黄色葡萄球菌肠毒素（即mafenatox）的融合蛋白。
马安那莫单抗的研发于2005年中止。